# The Negotiator
The Negotiator (em português:  a Negociação) é um filme de drama e suspense, dirigido por F. Gary Gray e estrelado por Samuel L. Jackson e Kevin Spacey. Foi lançado em 29 de julho de 1998, nos Estados Unidos.

## Sinopse
Quando o especialista em negociação com sequestradores, Danny Roman (Samuel L. Jackson) se torna vítima de uma armação policial para incriminá-lo após a morte de seu parceiro, Nathan 'Nate' Roenick (Paul Guilfoyle), ele decide virar o jogo e toma como refém o Chefe da Divisão de Assuntos Internos do Departamento de Polícia de Chicago.
A tensão aumenta a cada instante, com a polícia pronta para agir e a mídia noticiando cada detalhe da situação. O único capaz de lidar com Roman é Chris Sabian (Kevin Spacey) outro negociador experiente em sequestros.

## Elenco
- Samuel L. Jackson - Tenente Danny Roman
- Kevin Spacey - Tenente Chris Sabian
- David Morse - Comandante Adam Beck
- Ron Rifkin - Comandante Grant Frost
- John Spencer - Chefe Al Travis
- J. T. Walsh - Inspetor Niebaum
- Siobhan Fallon - Maggie
- Paul Giamatti - Rudy Timmons
- Regina Taylor - Karen Roman
- Bruce Beatty - Markus
- Michael Cudlitz - Palermo
- Carlos Gómez - Eagle
- Tom Bower - Omar (não-creditado)
- Paul Guilfoyle - Det. Nathan "Nate" Roenick (não-creditado)

## Recepção da crítica
The Negotiator tem recepção favorável por parte da crítica profissional. Tem pontuação atual de 75% em base de 56 críticas no Rotten Tomatoes.